# Pinus luzmariae
Pinus luzmariae är en tallväxtart som beskrevs av Pérez de la Rosa. Pinus luzmariae ingår i släktet tallar, och familjen tallväxter. IUCN kategoriserar arten globalt som livskraftig. Inga underarter finns listade i Catalogue of Life.